# Шоссе Революции
Шоссе Револю́ции — улица в Красногвардейском районе Санкт-Петербурга, проходит от Пискарёвского проспекта до улицы Коммуны. Длина около 4,5 км.

## История
В 1824 году было решено проложить новую дорогу в Пороховые, которая должна была стать заменой старой петляющей дороги. Прокладывать её решили практически от усадьбы графов Кушелевых-Безбородко, поэтому проектное название было — Безбородкинское шоссе.
Построена дорога была только в 1857 году, после открытия её называли дорога на Охтенские Пороховые заводы, шоссе на Пороховой завод. В 1868 году за дорогой закрепилось название Пороховское шоссе. Дорога связала Кушелевский переулок и Колтушское шоссе.
22 марта 1922 года Пороховское шоссе было переименовано в шоссе Революции.
В 1930-е годы в состав шоссе Революции был включён участок Рябовского шоссе от улицы Коммуны до железнодорожной станции «Ржевка», а Рябовское шоссе было проложено вдоль Ириновской трамвайной линии; в месте слияния дорог была обустроена Ржевская площадь. Однако уже в 1940-е годы большая часть этого участка вошла в территорию Охтинского химкомбината, оставшийся участок частично был объединён с Капсюльным шоссе, а частично впоследствии стал Ржевской улицей.
Во время Великой Отечественной войны шоссе Революции являлось частью «Ржевского коридора», в память о чём на шоссе установлены два мемориальных знака.

## Достопримечательности

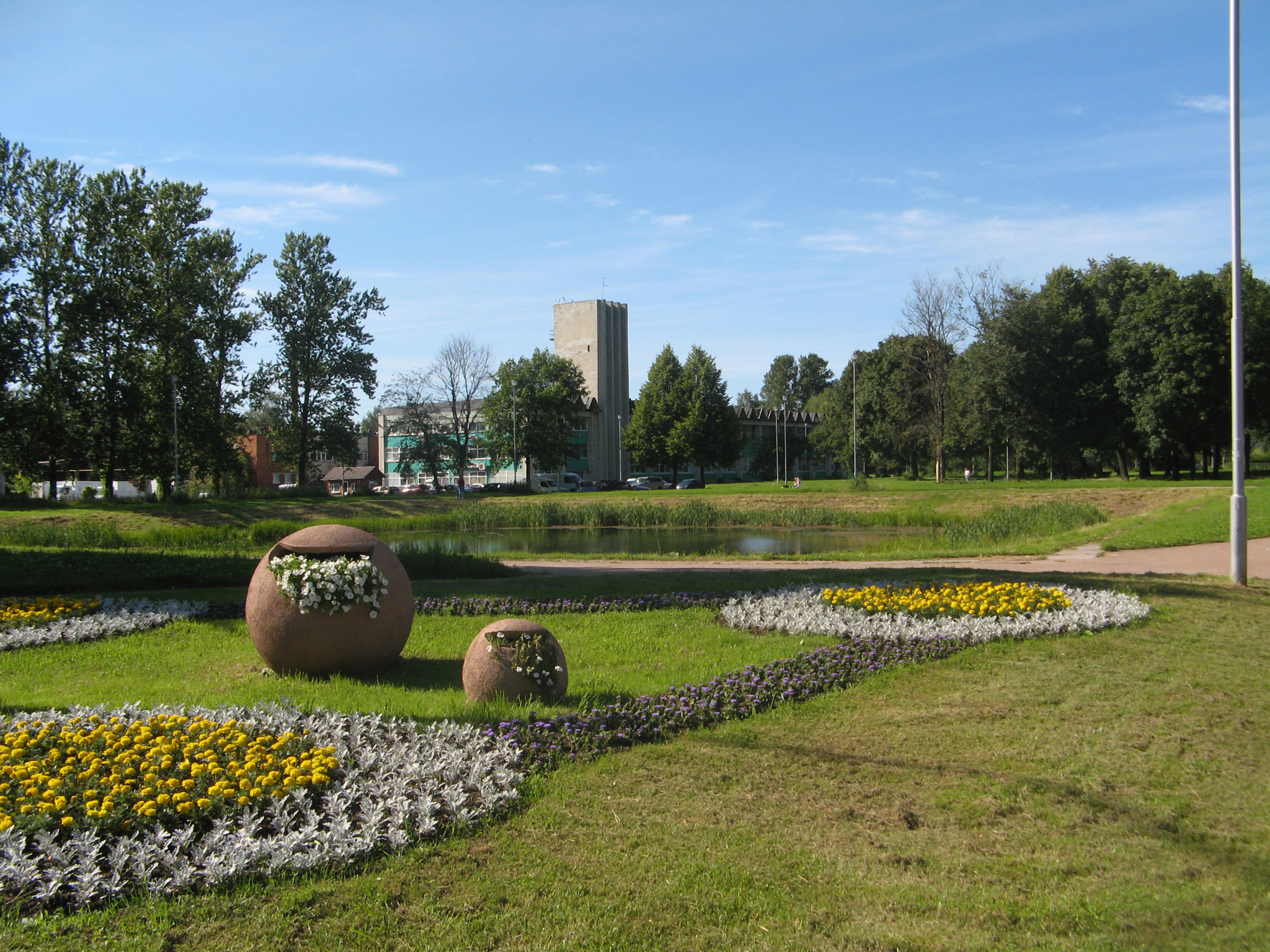
Полюстровский парк, вид с шоссе Революции

- Дома № 1 и 3 — здания Охтинской бумагопрядильной мануфактуры — бумагопрядильной фабрики «Возрождение»
- Сад «Нева» (разбит в советское время на месте находившейся здесь зеленой зоны) со статуей Охтенки (памятник финке-ингерманландке — коренной жительнице этих мест) (открыта 6 июня 2003 года, скульпторы В. Д. Свешников, Я. Я. Нейман и С. М. Короленко).
- Полюстровский парк (разбит в 1967 году, перепроектирован в 1987-м, — архитекторы О. Н. Башинский, Т. И. Шолохова. До 2007 года — «Парк имени 50-летия Октября»)
- Большой Ильинский сад — между шоссе Революции, улицей Потапова и Охтой
- Большой Ильинский мост
- Храм Святого Илии Пророка (арх. Н. А. Львов, 1782—1785)  781620568070006
- Малый Ильинский сад — между шоссе Революции, улицей Ильинская Слобода, Охтой и Лубьей при впадении Лубьи в Охту.
- Офицерская казарма служителей Охтинского порохового завода — бывшая казарма работников Охтинского порохового завода, построенная в 1831 году (дом 73)
- Два памятных знака «Ржевский коридор», напротив домов № 72 (в зеленой зоне между железнодорожной насыпью и Бокситогорской улицей) и 102 (в саду у перекрестка с улицей Потапова).

## Транспорт
По шоссе Революции проходит троллейбусный маршрут:
- № 43 (Финляндский вокзал —  улица Дыбенко — к/ст. Река Оккервиль)

Автобусные маршруты:
- № 22 (Двинская улица — АП № 6);
- № 37 (Финляндский вокзал — Белорусская улица);
- № 102 (проспект Культуры —  проспект Большевиков);
- № 106 (Финляндский вокзал — ж/д станция «Пискарёвка»);
- № 131 (Молокозавод —  Ладожская);
- № 174 (Белорусская улица — Гранитная улица);
- № 181 (АП № 6 — площадь Репина);
- № 183 (Ладожский вокзал — проспект Маршака);
- № 222 ( Удельная —  Ладожская);
- № 234 (Финляндский вокзал — Товарищеский проспект)
- № 264 (Большой Смоленский проспект — ж/д станция «Пискарёвка»)
- № 288 ( Купчино — Улица Маршала Тухачевского)
- № 295 (Суздальский проспект —  Ладожская
- № 530 (Финляндский вокзал — Всеволожск)